# Los Dominicos (estación)
Los Dominicos es una estación ferroviaria que forma parte de la Línea 1 de la red del Metro de Santiago de Chile. Se encuentra subterránea, siendo la estación terminal de la Línea 1, antecedida por la estación Hernando de Magallanes. Inaugurada el 7 de enero de 2010, se ubica en Avenida Apoquindo con Camino El Alba y Patagonia, en la comuna de Las Condes.

## Entorno y características
La estación tiene una superficie de 5.390 m². Está bajo la Plaza Los Dominicos y en su entorno se encuentra la Iglesia Los Dominicos, como también un supermercado de la cadena Santa Isabel, una bencinera Petrobras, el edificio de Seguridad Ciudadana Municipal y el Registro Civil. La estación posee una afluencia diaria promedio de 36 398 pasajeros.
El 13 de julio de 2014 un artefacto explosivo estalló en un tren ubicado en la estación. No se registraron heridos y el carro resultó con daños leves.

### Accesos
| Acceso | Intersección                         |
| ------ | ------------------------------------ |
| A      | Av. Apoquindo con Av. Camino El Alba |
| B      | Av. Apoquindo con Patagonia          |
| C      | Av. Apoquindo con Patagonia          |
|        | Plaza Los Dominicos                  |

## MetroArte
Los Dominicos cuenta con uno de los dioramas realizados por Zerreitug para MetroArte en su interior. Esta obra, titulada Iglesia de Los Dominicos, se retrata la apariencia del recinto durante el siglo XIX, periodo en el cual se completó su construcción.

## Origen etimológico
La estación lleva su nombre debido a estar ubicada cerca del Parque Los Dominicos, al igual que la Iglesia de Los Dominicos.

## Galería

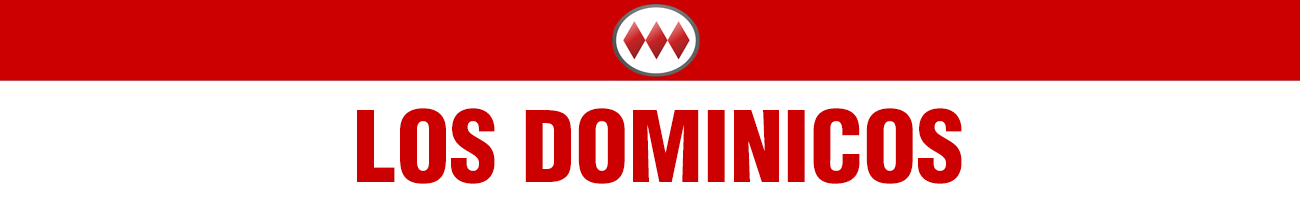
Cenefa utilizada actualmente en los andenes.
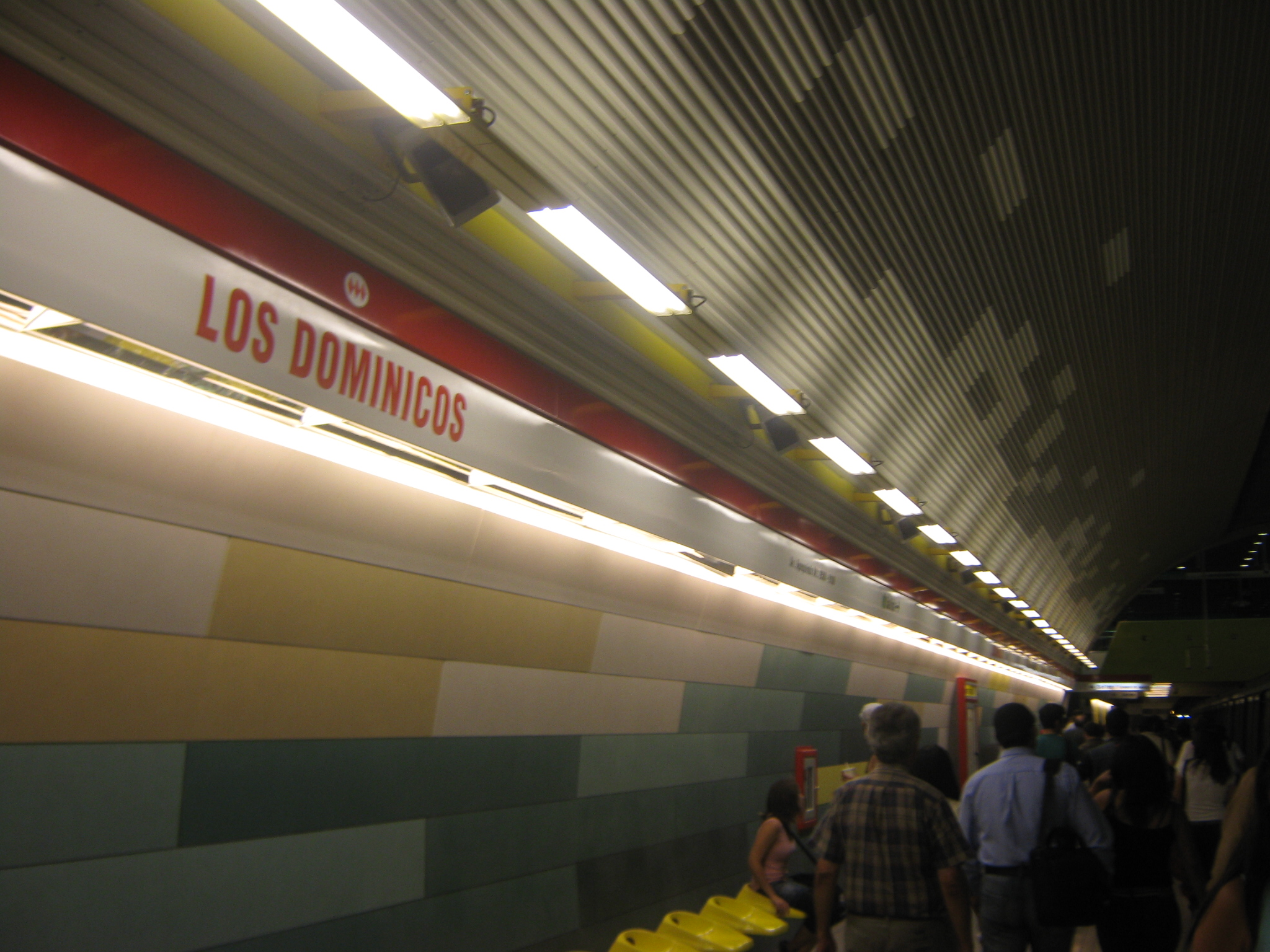
Andén de la estación.

## Conexión con Red Metropolitana de Movilidad
La estación posee 5 paraderos de la Red Metropolitana de Movilidad en sus alrededores (sin la existencia del paradero 3), los cuales corresponden a:
| Paradero/ Código                        | Recorridos |
| --------------------------------------- | --- |
| Parada 1 / Metro Los Dominicos (PC1064) | 421 (San Carlos de Apoquindo) - 421c (San Carlos de Apoquindo) - C02 (San Carlos de Apoquindo) - C02c (San Carlos de Apoquindo) - C09 (La Dehesa) - C09c (San Carlos de Apoquindo) - C27 (República de Honduras) - C37 (San Ramón Oriente)   |
| Parada 2 / Metro Los Dominicos (PC1068) | 225 (Las Condes) - C02c (Fin del recorrido) - C03 (Metro Tobalaba) - C03c (Lo Gallo) - C09c (Fin del recorrido) - C13 (Parque del Sol) - C16 (El Huinganal) - C27 (Fin del recorrido) - C37 (Fin del recorrido) - D11 (Mall Alto Las Condes) |
| Parada 4 / Metro Los Dominicos (PC1067) | 225 (Bahía Catalina) - C03 (Vital Apoquindo) - C03c (Vital Apoquindo) - C13 (Vital Apoquindo) - C16 (Vital Apoquindo) - D11 (Diagonal Las Torres)                                                                                            |
| Parada 5 / Metro Los Dominicos (PC169)  | 407 (Las Condes) |
| Parada 6 / Metro Los Dominicos (PC121)  | 407 (Enea) - 421 (Maipú) - C02 (Metro Escuela Militar) |